# Ergebnisprotokoll
Das Ergebnisprotokoll zeichnet Inhalte und Beschlüsse einer Zusammenkunft auf. Im Unterschied zum Verlaufsprotokoll werden nicht die einzelnen Reden und Diskussionsbeiträge aufgezeichnet, sondern diese werden zu Kerninhalten zusammengefasst. Im Gegensatz zum reinen Beschlussprotokoll, das einer ToDo-Liste gleicht, ermöglicht das Ergebnisprotokoll, dass die Beschlüsse nachvollzogen werden können. Der formale Aufbau gleicht dem des Verlaufsprotokolls.